# HD 3268
HD 3268，又名BD+12 59，SAO 91990、HR 145，是一颗恒星，视星等为6.41，位于銀經117.11，銀緯-49.49，其B1900.0坐标为赤經0h 30m 43.9s，赤緯+12° -49.49′ 40″。